# Diecimila (Anabasi)

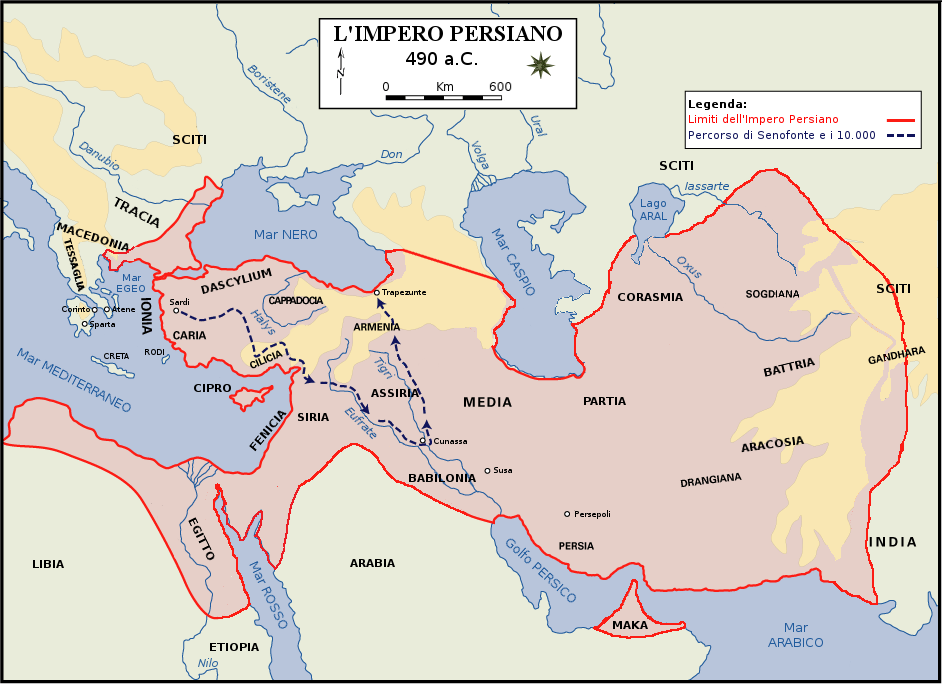
Il percorso dei Diecimila dell'Anabasi di Senofonte

I Diecimila furono un gruppo di mercenari, principalmente greci, assoldati da Ciro il Giovane nel tentativo di usurpare il trono di Persia al fratello Artaserse II.
La marcia che li portò alla battaglia di Cunassa e il loro ritorno in Grecia (durata un anno e tre mesi, dal 401 al 399 a.C., e lunga millecentocinquanta parasanghe) fu registrata da uno dei mercenari, Senofonte, nella sua Anabasi.

## Antefatti
Le lotte intestine per la successione al trono dell'impero persiano si erano verificate già con il padre dei due, Dario II, il quale su consiglio di Tissaferne aveva utilizzato per la prima volta un contingente di mercenari greci per avere la meglio sul fratello Arsite.
La posizione di Tissaferne venne ridimensionata però per volere della moglie del Re dei Re, Parisatide, la quale volle il figlio prediletto Ciro come satrapo di Caria e Lidia (408 a.C.).
La morte di Dario (404 a.C.) provocò lo scontro tra i fratelli per il possesso della corona: Artaserse II, il primogenito, venne alla luce prima che il padre cingesse la corona e per questo motivo Ciro la reclamò, essendo lui il primo figlio di Dario, Re dei Re. Venne per questo imprigionato, ma per intercessione della madre fu liberato.
A quel punto, si preparò alla guerra.

## Composizione
Ciro, a cui non mancavano i finanziamenti, trovò in Grecia degli abili soldati che, dopo la fine della guerra del Peloponneso, erano rimasti non impiegati.
Radunò quindi un'armata di oltre diecimila mercenari greci (i "Diecimila", come poi vennero chiamati dagli storici), composta da circa:
- 11.700 opliti;
- 1.600 peltasti;
- 500 fanti leggeri;
- 200 arcieri.

La composizione esatta variò nel corso della spedizione, dato che in Cilicia morirono 100 opliti agli ordini di Menone e in Siria vi furono defezioni. Non è molto chiaro se Sosi di Siracusa e Sofeneto di Arcadia comandarono reggimenti già contabilizzati in precedenza o altri contingenti di mercenari.
Lo stesso Senofonte è poco chiaro, infatti narra che a Celene "nel parco, Ciro passò in rassegna le truppe greche e le contò: il numero totale degli opliti era di undicimila, i peltasti risultarono circa duemila", ma poi si contraddice quando racconta che, nella regione di Babilonia "mentre i soldati si armavano, li si contò: diecimilaquattrocento gli opliti, duemilacinquecento i peltasti, mentre i barbari al séguito di Ciro erano centomila, con circa venti carri falcati".
Senofonte suddivide il contingente in:
- 4000 opliti radunati da Aristippo di Larissa, ma al comando di Senia,[5] che lasciò l'armata una volta giunto in Siria;
- 1500 opliti e 500 fanti leggeri al comando di Prosseno di Beozia;[5]
- 1000 opliti al comando di Sofeneto di Stinfalo;[5]
- 500 opliti al comando di Socrate di Acaia;[5]
- 300 opliti e 300 peltasti al comando di Pasione di Megara;[5] che lasciò l'armata una volta giunto in Siria;
- 1000 opliti, 500 peltasti al comando di Menone di Farsalo;[6]
- 1000 opliti, 800 peltasti traci e 200 arcieri cretesi al comando dello spartano Clearco[7] (quando Senia d'Arcadia e Pasione di Megara disertarono dopo aver saputo della vera missione di Ciro, le loro truppe passarono sotto il comando diretto di Clearco);[8]
- 300 opliti al comando di Sosi di Siracusa;[7]
- 1000 opliti al comando di Sofeneto di Stinfalo;[7][9]
- 700 opliti al comando di Chirisofo di Sparta;[10]
- 400 disertori greci provenienti dall'esercito di Artaserse.[10]

Inoltre, essi erano appoggiati da una flotta di 35 triremi spartane al comando di Pitagora e 25 triremi agli ordini di Tamos l'Egizio.
Secondo l'Anabasi, i Diecimila avevano anche un appoggio tattico di 100.000 soldati persiani al comando di Arieo e 20 carri falcati.
Senofonte è molto preciso per quanto riguarda la composizione dell'armata greca, ma esagera il numero dei Persiani in entrambi gli schieramenti: è più probabile che Ciro avesse a disposizione tra fanti e cavalieri 15.000 uomini, compresa la sua guardia del corpo composta da 600 cavalieri catafratti.

## I comandanti
I principali comandanti della spedizione, secondo la descrizione di Senofonte, erano:
- Clearco di Sparta: la massima carica dell'esercito dei mercenari, viene descritto come il comandante ideale, severo ma giusto, molto bravo a mantenere la disciplina tra i soldati. Caduto in un tranello di Tissaferne, fu sostituito da Chirisofo.[13]
- Chirisofo di Sparta: fu il comandante delle truppe mercenarie dopo la morte di Clearco, nella ritirata verso il mare: viene descritto come un capo deciso ma generoso con le sue truppe, e più volte operò in stretta collaborazione con Senofonte, anche se non mancarono con lui degli attriti. Alla sua morte fu sostituito da Neone.[14]
- Prosseno di Beozia: viene descritto come molto corretto ed onesto, ma privo di polso e incapace di punire giustamente chi si comportava male.[15]
- Menone di Farsalo: viene descritto come un capo spregiudicato e pronto a tutto per conquistare potere e ricchezze.[16]
- Sennia e Pasione: lasciarono la spedizione molto precocemente, alle porte Siriache, venendo a conoscenza della vera missione di Ciro: fuggirono per mare, ma lasciarono i loro familiari presso Ciro. Questi, tuttavia, rispose che non avrebbe punito né inseguito i traditori, dato che lo avevano servito molte volte precedentemente.[17]
- Sofeneto di Stinfalo: uno degli strateghi più anziani, lasciò la spedizione una volta arrivato sul Ponto, imbarcatosi su una delle navi che stavano riportando in Grecia le donne e i bambini.
- Agia di Arcadia e Socrate di Acaia: entrambi sui trentacinque anni, secondo Senofonte non vennero mai biasimati né derisi da nessuno come vili in guerra o nei confronti degli amici.[18]

## La spedizione

### Percorso verso l'interno

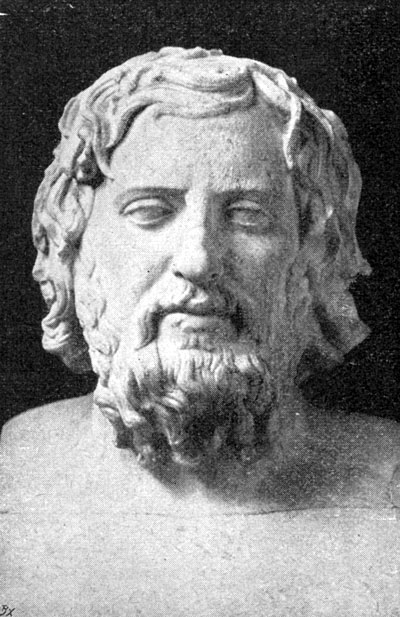
Busto di Senofonte.

I mercenari, radunati da tutta la Grecia in Asia Minore, vennero inizialmente tenuti all'oscuro del disegno di Ciro, che prima sostenne che sarebbero serviti per affari interni – il sospetto che il satrapo Tissaferne stesse tramando per impadronirsi delle città anatoliche come l'assedio di Mileto per ricondurre in città gli esuli – poi per la sottomissione della Pisidia.
La colonna, da Sardi, partì per raccogliere gli uomini di Aristippo, condotti da Menone di Larissa, a Colossi, in Frigia; Clearco condusse le sue truppe a Celene. Nel frattempo giunse Sosi di Siracusa con trecento opliti e Sofeneto di Arcadia con mille. L'esercito quindi mosse verso Tarso, attraverso la Cappadocia e la Cilicia.
Una volta conosciuto lo scopo della missione di Ciro, i mercenari chiesero stipendi maggiori, che vennero aumentati da un darico a un darico e mezzo al mese a testa.
Presso Isso giunse la flotta di Ciro, composta da 25 navi persiane e 35 triremi greche, che trasportavano i 700 opliti spartani che gli efori avevano inviato a Ciro. Prima delle "porte Siriache" si aggiunsero altri 400 opliti, disertori delle truppe comandate dal satrapo Abrocoma, rimasto fedele ad Artaserse. Senia e Pasione abbandonarono la spedizione, non disposti a rimanere con Ciro fino in fondo.
Il Gran Re venne a conoscenza del disegno di Ciro solo quando quest'ultimo era a Lampsaco e, nella strada verso Babilonia, non aveva trovato nessun ostacolo. Artaserse quindi organizzò un esercito che si scontrò con i mercenari durante la battaglia di Cunassa.

### La battaglia di Cunassa
Nella battaglia i due eserciti erano a grandi linee alla pari, in quanto il Gran Re non aveva potuto, in poco tempo, chiamare a raccolta gli eserciti delle satrapie; tra i ribelli i Greci si disposero ai lati dello schieramento, mentre Ciro si collocò al centro, in faccia al fratello.
Ciro si concentrò in ripetuti assalti al fratello Artaserse, proprio nel mezzo dello schieramento lealista, e durante uno di questi attacchi perse la vita. Sembra però che nel resto del campo di battaglia trionfassero i ribelli, quindi fu impossibile stabilire con certezza il vero esercito vincitore della battaglia, il che provocò una situazione d'incertezza.
Questa battaglia segnò una svolta fondamentale nella guerra di Ciro contro il fratello Artaserse, in quanto da qui iniziò il ritorno a casa dei Greci, attraverso le impervie regioni nell'interno dell'Asia Minore.
La lunghezza della strada percorsa in totale da Efeso nell'Ionia fino al campo di battaglia era di novantatré tappe, cioè 535 parasanghe, ossia 16 050 stadi (circa 2 800 km). Il campo di battaglia distava da Babilonia 360 stadi.

### Verso il mare
Il giorno seguente la battaglia i Greci vennero informati della morte di Ciro: questi, già pronti ad incalzare il Gran Re, caddero in un profondo sconforto. Il giorno seguente vennero degli ambasciatori chiedendo ai mercenari di consegnare le armi, ma questi rifiutarono, dicendo che non spettava ai vincitori cedere le armi.

#### Con Arieo e Tissaferne
Clearco decise piuttosto di seguire il persiano Arieo, il capo della cavalleria dell'esercito ribelle, che promise di riportare i Greci a casa senza ingannarli e restando sempre fedele a loro. I mercenari ed Arieo quindi si avviarono, passando pericolosamente vicino alla zona dove si erano accampati i soldati del Gran Re.
Il giorno dopo il Re propose una tregua e i mercenari la accettarono per potersi rifornire; venne Tissaferne a trattare la pace con i Greci, e venne concluso che il re avrebbe lasciato tornare questi in patria, a patto che non devastassero ingiustamente il territorio. Il satrapo si offrì anche di accompagnare fino nella sua satrapia i Greci.
Dopo più di venti giorni Tissaferne si presentò e la colonna mosse, oltrepassando il muro della Media e giungendo alla città di Sittace, vicino al fiume Tigri. Attraversò il fiume sotto il controllo dei Persiani, quindi arrivò al fiume Zapata, dove Clearco, a causa della diffidenza che c'era tra Persiani e Greci, decise di risolvere i contrasti parlando con Tissaferne. Si decise che i capi dei Greci sarebbero andati al campo di Tissaferne per chiarire la questione di persona.

#### La trappola di Tissaferne
Cinque strateghi – Prosseno il Beota, Menone il Tessalo, Agia l'Arcade, Clearco il Lacone, Socrate l'Acheo – e venti locaghi andarono all'accampamento persiano: i primi entrarono, i secondi rimasero fuori ad attendere. Dell'agguato Senofonte scrive:
(Senofonte, Anabasi, II, 5, 32.)
Allora anche gli altri vecchi alleati persiani di Ciro, primo tra tutti Arieo, abbandonarono i Greci, intimando loro di consegnare le armi ad Artaserse, sostenendo che Clearco stesse tramando contro Tissaferne. I mercenari rimasero per un po' spiazzati, quindi nominarono dei nuovi capi – al posto di Clearco, Timasione di Dardano; al posto di Socrate, Santicle l'acheo; invece di Agia, Cleanore l'arcade; al posto di Menone, Filesio l'acheo; invece di Prosseno, Senofonte l'ateniese – e, su incitazione di Senofonte, si ripresero dal colpo subìto.

#### La Gordiene

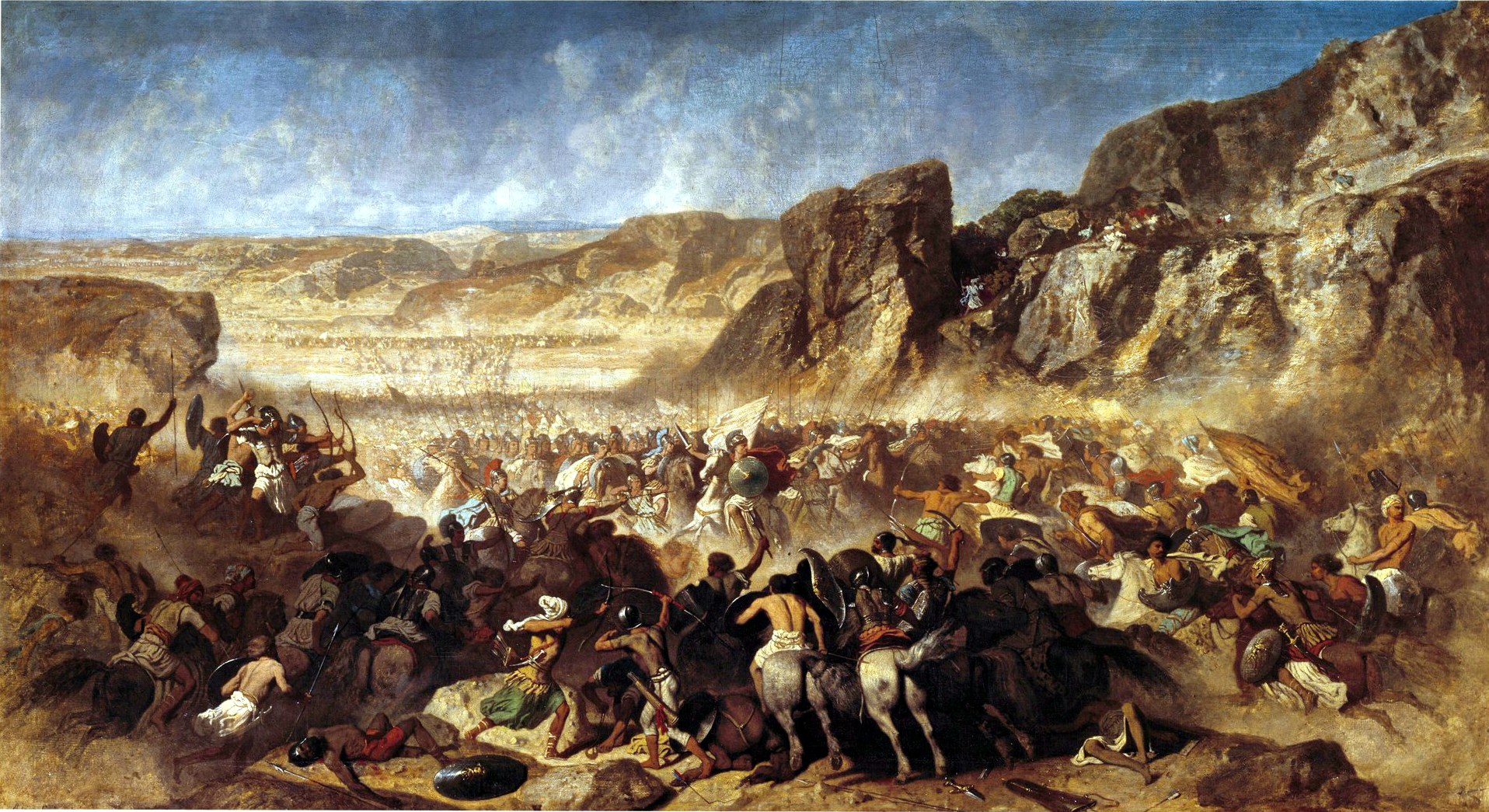
Adrien Guignet, La ritirata dei Diecimila, 1843.

Eliminato l'equipaggiamento superfluo e stabilito l'ordine di avanzata, i mercenari partirono: Chirisofo di Sparta teneva l'avanguardia, Senofonte e Timasione comandavano la retroguardia. Naturalmente i Persiani si gettarono all'inseguimento, bersagliando da lontano i mercenari, i quali, assaliti alle spalle, tentarono di rispondere, con più perdite che benefici. Venne così istituito un corpo di duecento frombolieri e cinquanta cavalieri per coprire da lontano la ritirata.
Dopo l'attraversamento del fiume Zapata i Greci vennero nuovamente attaccati da Mitradate, con ingenti truppe: questi risposero e misero in fuga i nemici. Presso la città di Mespila i mercenari furono nuovamente attaccati dai barbari guidati da Tissaferne, ma lo respinsero con le armi da lancio. La ritirata proseguì tra agguati e brevi scontri tra la cavalleria persiana e la retroguardia greca, sempre incalzata dai nemici.
Un giorno, quando i Greci erano riusciti a distanziare i nemici, questi ricomparvero su un'altura sovrastante la strada. Senofonte, con un contingente di peltasti, si mise a scalare la collina per conquistarne la sommità, arrivando in cima prima dei nemici. I Greci riuscirono a passare, ma si videro minacciati da una moltitudine di nemici che era accampata al di là del fiume Tigri, che scorreva lì vicino, e a sud. Vennero allora catturati degli abitanti della zona, che indicarono a Chirisofo le varie strade per arrivare al Mar Nero; lo stratego, vista l'impossibilità di tornare indietro o di attraversare il Tigri, decise di dirigersi verso il territorio dei Carduchi, la Gordiene.
I mercenari, sperando nell'appoggio dei Carduchi, si mantennero cauti nel comportarsi con loro, ma quelli non diedero alcun segno di amicizia, anzi, più volte attaccarono la retroguardia ed ostacolarono la marcia dei Greci impadronendosi di un passo di fondamentale importanza per il transito. Un prigioniero, però, illustrò l'esistenza di un sentiero, lungo il quale venne inviato un contingente di opliti per aprire la strada, ma inizialmente vennero ostacolati dai Carduchi. Quindi, grazie anche alla guida del luogo, dopo aspri combattimenti riuscirono a sopraffare i nemici e a conquistare il passo. Una volta rilasciata la guida, l'avanguardia e la retroguardia proseguirono, insidiati costantemente dai Carduchi e portandosi di continuo aiuto reciproco.
Dopo sette giorni dall'entrata nel territorio dei Carduchi i Greci si accamparono presso il fiume Centrite, che segnava il confine con l'Armenia, ma dalla riva opposta apparvero mercenari armeni intenzionati ad impedire loro il passaggio. Effettuata una finta manovra di accerchiamento, i Greci riuscirono a guadare il fiume, sempre però incalzati dai Carduchi, che riuscirono a respingere con uno stratagemma ideato da Senofonte.

#### L'Armenia
Il governatore della regione, Tiribazo, strinse subito un accordo con i mercenari: questo avrebbe concesso loro di prendere viveri, quelli non avrebbero danneggiato le abitazioni. Tiribazo scortò i mercenari fino alla sua reggia, quindi li fece accampare; ma mentre i Greci rimanevano bloccati da una grossa nevicata, raccolse un grande esercito per attaccarli durante il valico di un monte. Saputolo, i Greci non indugiarono ad attaccare direttamente il campo di Tiribazo e si affrettarono ad allontanarsi dalla zona.
Per alcuni giorni i mercenari marciarono nella neve e controvento, lottando per stare vicino ai falò: allora morirono per il freddo e la fame molte bestie da soma, schiavi e soldati. Per il freddo alcuni soldati si rifiutavano di proseguire, altri cadevano al suolo e lì morivano, altri ancora erano aggrediti dai nemici che seguivano la colonna. Finalmente i Greci arrivarono ad alcuni villaggi, presso i quali si accamparono e si rimisero in forze.
Arrivati ad un valico che immetteva in una pianura, i mercenari trovarono la via ostacolata da truppe nemiche, che aggirarono impossessandosi di una cima vicina e calandosi da una posizione più elevata.
Quindi i Greci raggiunsero le terre dei Taochi, popolazione che abitava in roccaforti difficili da conquistare. Quando ne assalirono una, i barbari, esaurite le munizioni per difendersi, cominciarono a lanciare dalle mura i bambini, le donne e gli uomini. Quindi i mercenari passarono tra i Calibi, che non si fecero portare via niente, anzi inseguirono per un tratto i Greci con le armi in pugno. Poi la colonna giunse alla città di Gimnià ed il capo della regione assegnò loro una guida perché li conducesse nei territori ostili, ma non con il fine di aiutare i Greci, ma indebolire i suoi nemici.

### Il mare
Arrivata al monte Teche, l'avanguardia cominciò ad urlare, cosa che allarmò Senofonte, che accorse dalla retroguardia.
(Senofonte, Anabasi, IV, 7, 23-25.)

#### A Trapezunte
Dopodiché i Greci attraversarono il territorio dei Macroni, i quali, dopo un'iniziale diffidenza, si misero a scortare i mercenari fino al confine con i Colchi, che li accolsero ostilmente. I Greci sbaragliarono anche questa popolazione e proseguirono fino alla città marittima di Trapezunte, colonia di Sinope, dove si trattennero per trenta giorni e poterono usufruire del mercato. Lì celebrarono dei sacrifici agli dei ed organizzarono dei giochi.
Quando si pensò alla strada da prendere per tornare, se per mare o per terra, e Chirisofo si offerse per chiedere al suo amico Anassibio, navarca, delle navi in prestito; durante l'attesa i Greci si diedero alla cattura del maggior numero di navi possibili.
Non bastando ciò che i Trapezunti offrivano ai mercenari, questi chiesero una guida che li portasse a razziare tra i barbari; la guida li condusse tra i Drili, la cui metropoli venne apparentemente espugnata; dalla rocca, però, i barbari organizzarono un contrattacco che provocò la ritirata delle truppe greche.

#### A Cerasunte
Tornati al campo, poiché Chirisofo non era tornato, fecero tornare i non adatti alla guerra sulle navi, guidati da Sofeneto e Filesio, mentre gli altri si misero in marcia e giunsero a Cerasunte, colonia di Sinope. Gli opliti, contati presso quella città, risultarono essere circa 8 600. Quindi la colonna mosse verso i Mossineci, che si dichiararono inizialmente ostili ai Greci; poi, promettendo al capo di una fazione dei Mossineci aiuto militare contro un'altra, Senofonte si assicurò l'appoggio di quella parte della popolazione. I comuni nemici vennero attaccati, ma sbaragliarono gli assalitori; il giorno seguente, il grosso dei mercenari attaccò la roccaforte, e questa finalmente cadde ed i Greci si poterono cibare del contenuto dei forniti magazzini della città.

#### A Cotiora
Dopo essere passati tra i Calibi, i Greci giunsero ai Tibareni e quindi alla città di Cotiora, colonia di Sinope. I Cotioriti non aprirono loro i mercati, quindi i Greci saccheggiarono, per nutrirsi, le loro terre, il che provocò il disappunto di Sinope, che inviò emissari per chiedere ai mercenari di smettere le depredazioni; dopo una lunga discussione, le due parti si conciliarono. I Sinopei quindi proposero di far procedere i Greci per nave, vista la difficoltà nel passaggio tra i Paflagoni. Ma Senofonte, vista la difficoltà nel fornire navi per tutti, pensò che fosse opportuno fondare una città sulle rive del Ponto; qualcuno sparse la voce tra le truppe, tra cui crebbe il malcontento; espostolo a Senofonte, questi acconsentì a seguire il piano iniziale.
L'esercito, ormai esasperato da passare del tempo, cominciò a venir meno in disciplina in diversi episodi; le malelingue sul conto di Senofonte proliferarono, ma questo si difese sempre con abili discorsi.
I Paflagoni si offrirono di stringere un patto di non belligeranza con i Greci e si scambiarono reciproci doni; quindi i mercenari, imbarcatisi, giunsero a Sinope, dove poco dopo arrivò anche Chirisofo, portando solo una trireme. Qui i soldati decisero di comune accordo di eleggere un capo unico e si rivolsero a Senofonte, che però, avendo precedentemente interrogato gli dei, rifiutò l'incarico; venne scelto Chirisofo.

#### Scissione dell'esercito
Il nuovo comandante scelse di far vela verso Eraclea, colonia di Megara. A causa di discordie interne l'esercito si divise: tutti gli Arcadi e gli Achei al comando di Chirisofo e Senofonte formarono un gruppo a parte di più di quattromila opliti, con propri strateghi; Chirisofo comandò un gruppo di 1 400 opliti e 700 peltasti; Senofonte guidò 1 700 opliti e 300 peltasti, più una quarantina di cavalieri. I primi si spostarono per nave, i secondi procedettero verso l'interno, ma subito ripresero a seguire la costa, essendo Chirisofo già malato, gli ultimi percorsero un tratto per mare, prima di dirigersi nell'entroterra.
Gli Arcadi e gli Achei, dopo aver effettuato delle scorrerie tra le popolazioni della zona, subirono forti perdite dalla riscossa organizzata da questi; Chirisofo giunse tranquillamente al porto di Calpe,, mentre Senofonte si imbatté in alcuni vecchi barbari, che riferirono che dei Greci erano stati circondati dai nemici su una collina. Allora decise di portare aiuto ai soldati in pericolo, ma, arrivato sul posto, gli riferirono che il contingente greco si era già allontanato verso Calpe. Senofonte ed i suoi raggiunsero quindi il porto, ritrovandovi le altre due parti dell'esercito.

#### Ricongiungimento sotto Cleandro
I Greci rimasero bloccati lì per diversi giorni a causa dei responsi sfavorevoli dei sacrifici per la partenza. Quando ormai i Bitini, rafforzati dalle truppe di Farnabazo, si avvicinavano alla palizzata dell'accampamento e i viveri scarseggiavano, avvenne un prodigio favorevole e le truppe uscirono dal campo per ottenere rifornimenti, andando incontro ai nemici, che però furono anche in quest'occasione sbaragliati.
Al campo giunse quindi Cleandro lo Spartano, l'armosta di Bisanzio, che aveva promesso ai Greci di raggiungerli con delle triremi; la sua venuta creò scompiglio tra i Greci, ma alla fine egli prese il controllo delle truppe e le condusse, dopo sei giorni di marcia, a Crisopoli di Calcedonia.

### L'Ellesponto
Arrivati all'Ellesponto i Greci vennero contattati da Anassibio, che a sua volta era stato incaricato da Farnabazo, che temeva che i mercenari potessero disturbare il suo territorio, per venire trasportati a Bisanzio con le navi dell'ammiraglio, promettendo loro addirittura una paga. Ma, una volta attraversato lo stretto, Anassibio non versò la paga dovuta, quindi i soldati, senza soldi per tornare a casa, se la presero comoda con i preparativi.
Senofonte, già in procinto di partire, venne trattenuto da Cleandro, che lo pregò di accompagnare, almeno per un pezzo, i mercenari lontano da Bisanzio; questi, usciti dalle mura, accortisi di essere stati abbandonati da Cleandro, che non li voleva in città, assalirono Bisanzio; Senofonte li calmò, giungendo ad un compromesso con Anassibio, il quale si sarebbe impegnato a garantire cibo ai mercenari.
Mentre Senofonte salpava con Anassibio verso la Grecia, l'esercito si disgregava a causa di discrepanze tra gli strateghi, non concordi sul da farsi. Anassibio, destituito dalla sua carica di navarca, non ricevette da Farnabazo il compenso pattuito; perciò chiese a Senofonte di riunire l'esercito per condurlo in Asia contro il satrapo. L'impresa venne bloccata dal nuovo navarca prima che le truppe potessero attraversare lo stretto e tornare in Asia; Senofonte allora decise di dirigersi da Seute, in Tracia, che più volte aveva richiesto per sé l'esercito dei mercenari.

### Con Seute
Dopo un incontro con il re, Senofonte apprese che Seute, con l'esercito radunato, aveva intenzione di riprendere possesso del territorio che fu di suo padre e che gli era stato sottratto; mise ai voti tra i soldati la proposta di unirsi a Seute e quelli, visti i vantaggi apportati dalla vicinanza del re – denaro, protezione e possibilità di ottenere viveri saccheggiando le terre nemiche– la proposta fu approvata.
Dopo un pranzo in cui a Seute vennero portati numerosi e ricchi doni, si decise di partire precipitosamente contro i Traci per approfittare del fatto che questi non erano a conoscenza dell'alleanza tra il re e i mercenari; durante la notte lo schieramento assunse l'efficace ordine di avanzata greco, che consisteva nel porre davanti i contingenti più lenti. Il giorno seguente Seute attaccò vittoriosamente i nemici catturando dei villaggi, molti schiavi e tanti capi di bestiame, massacrando i prigionieri.
Seute e i mercenari passarono la notte nelle case di un villaggio, ma vennero aggrediti; tuttavia i Greci riuscirono a respingere l'attacco. Quindi procedettero, ed arrivati al "Delta della Tracia" ai mercenari venne pagato il soldo per venti giorni, anche se ne erano già passati trenta: questo fece infuriare Senofonte, ma non gli fece ritirare le truppe dalla spedizione. In breve tempo, attraversando il territorio degli Odrisi, le truppe di Seute divennero il doppio del contingente greco; il re cominciò a trattare male Senofonte, non pagando il soldo ai mercenari.
Dopo due mesi di permanenza con Seute, vennero dai Greci degli emissari da parte di Tibrone con lo scopo di far passare i mercenari dalla parte del generale spartano nella guerra contro Tissaferne. La richiesta degli Spartani suscitò grande protesta al campo greco poiché Senofonte venne accusato di non essere andato prima in Asia per ingordigia e per assicurarsi i doni di Seute; Senofonte, però, si difese con un abile discorso, e alla fine stabilì di partire, nonostante le insistenze del re per farlo rimanere a suo fianco.

### Di nuovo in Asia
Senofonte mosse verso Lampsaco, dove incontrò l'indovino Euclide di Fliunte; quindi giunse a Ofrinioe, attraversò la Troade, passò per Antandro, e, attraverso Adramittio, pervenne a Pergamo, in Misia. Qui gli viene indicato un persiano, Asidate, che avrebbe potuto attaccare per impossessarsi dei suoi beni; dopo un primo sfortunato assalto al suo palazzo, venne catturato in una seconda azione insieme a tutta la famiglia.
Tornato a Pergamo, l'esercito dei mercenari fu assorbito in quello di Tibrone, che stava conducendo una guerra contro Tissaferne e Farnabazo.

## Adattamenti moderni
- Alla celebre opera di Senofonte si è ispirato Sol Yurick nella scrittura del romanzo "I guerrieri della notte" (1965), dal quale Walter Hill, sceneggiatore e regista statunitense, ha tratto il film I guerrieri della notte (The warriors, 1979) che racconta come una piccola gang rimasta isolata (e accusata di un omicidio) dopo un raduno di bande, cerchi, con un lungo e pericoloso viaggio, di tornare verso casa. Il cammino, tutto notturno, è segnato da scontri e inseguimenti, e la salvezza coincide con l'alba ed il raggiungimento del mare (Coney Island, New York), così come i soldati di Senofonte raggiunsero Trebisonda, sul Mar Nero.
- Alla celebre opera di Senofonte è ispirato inoltre il film I guerrieri della palude silenziosa (il cui titolo originale è "Southern Comfort", 1981), di Walter Hill, che racconta, in piccolo e in tempi moderni, una storia affine a quella descritta nell'Anabasi.
- Valerio Massimo Manfredi ha scritto un libro intitolato L'armata perduta, strettamente collegato all'Anabasi, raccontato però dal punto di vista di una donna, Abira, innamorata di Senofonte stesso.